# Steve Kefu
Pas d'image ? Cliquez ici

a Compétitions nationales et continentales officielles uniquement.

b Matchs officiels uniquement.
Dernière mise à jour le 15 août 2016.
 Steve Kefu, né le 16 décembre 1979 à Brisbane, est un joueur de rugby à XV, qui a joué avec l'équipe d'Australie et les Queensland Reds au poste de trois-quarts centre (1,88 m pour 100 kg).

## Biographie
Il est le frère de Toutai Kefu, surnommé Marco par ses camarades et Mafileo Kefu. Leur père était déjà international tongien.
Il a effectué son premier test match le 25 novembre 2001  contre l'équipe du Pays de Galles.
Il détient le deuxième temps le plus court, dans le Super 12, pour un essai marqué après le coup d’envoi : 24 secondes, en février 2004.

## Carrière

### En club
- 1999-2005 : Queensland Reds Super 12  Australie
  - 10 matches de Super 12 en 2004
  - 7 matches de Super 12 en 2005.

- 2006-2009 : Castres olympique
- 2009-2011 : London Wasps
- 2011-2012 : Bay of Plenty

### Entraîneur
- ?-2016[1] : Kubota Spears
- 2016-2017 : Entraîneur des arrières du RC Narbonne
- Novembre 2017- : Entraîneur en chef du RC Narbonne

## Palmarès
- 50 matchs de Super 12/14

## Statistiques en équipe nationale
- 6 sélections avec les Wallabies
- Sélections par année : 1 en 2001, 5 en 2003
- 1 essai (5 points)